# 커피메이커

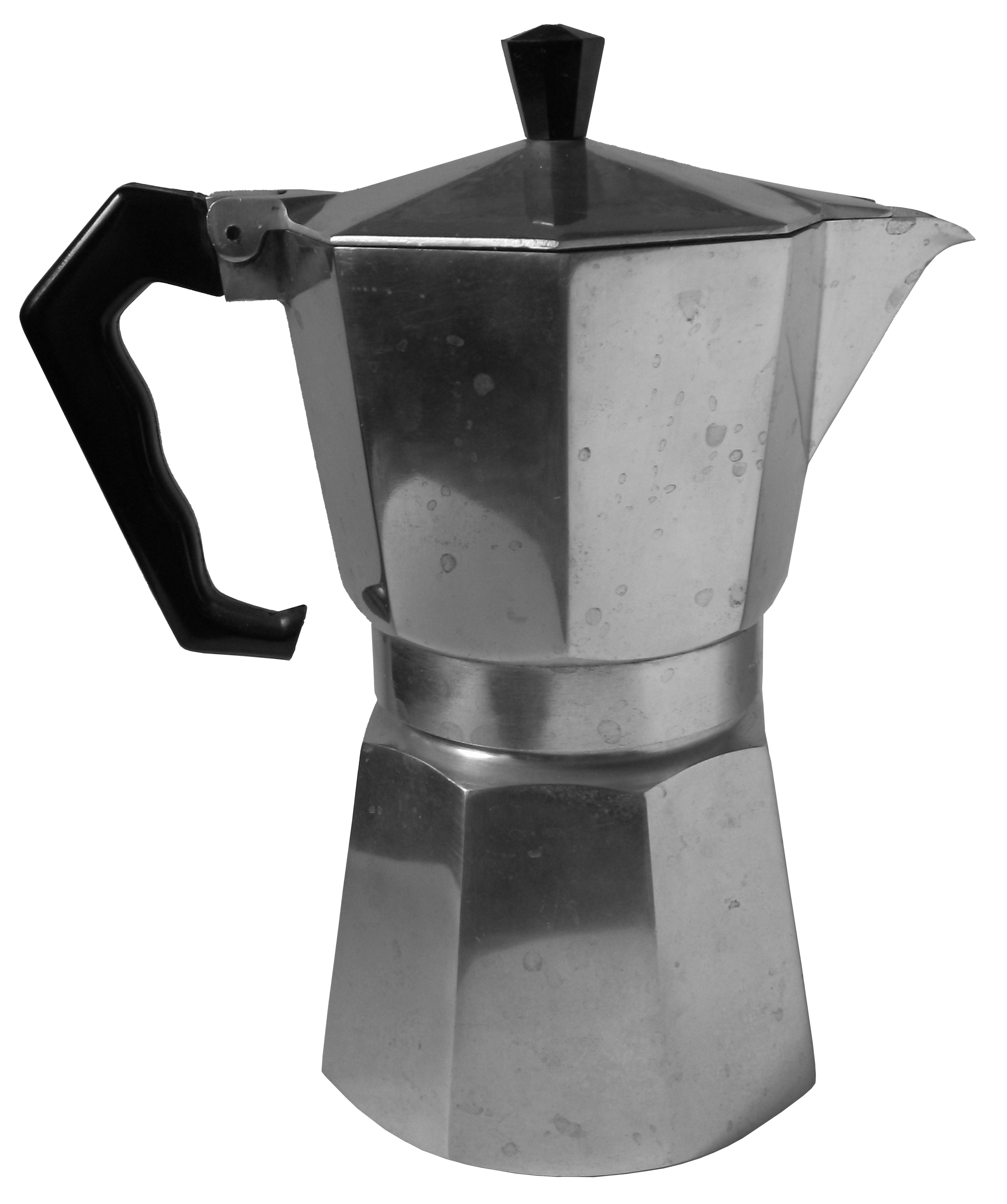
가스레인지용 이탈리아식 커피메이커

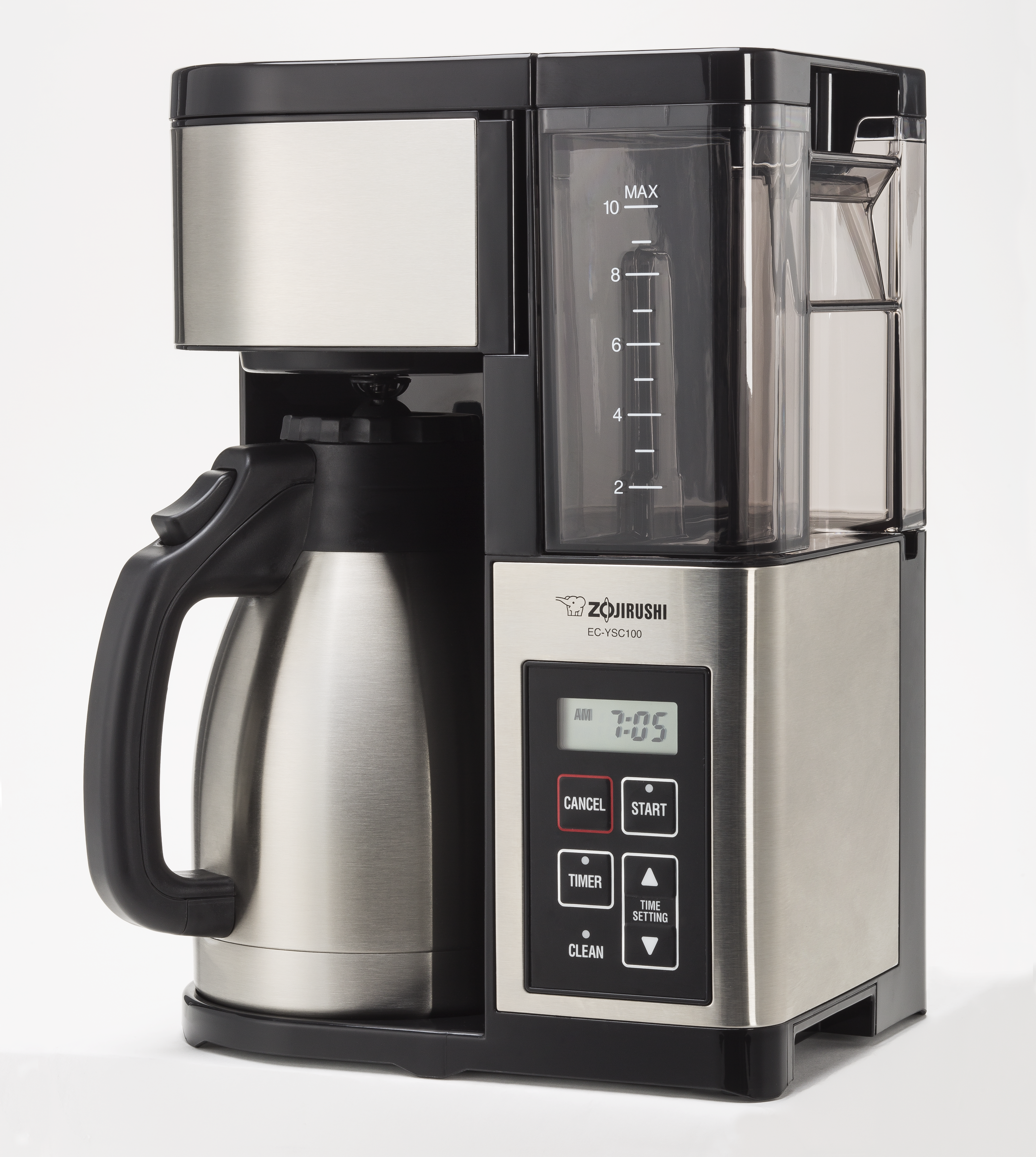
2016년형 전기 커피메이커

커피메이커(coffeemaker) 또는 커피 머신(coffee machine)은 커피를 추출하는 데 사용되는 소형 가전제품이다. 다양한 종류의 커피메이커가 있지만, 가장 일반적인 두 가지 추출 원리는 중력 또는 압력을 사용하여 뜨거운 물을 커피 가루에 통과시키는 것이다. 가장 일반적인 장치에서는 커피 가루를 깔때기 안의 종이 또는 금속 필터에 넣고, 이 깔때기는 주전자 계열의 조리용구인 유리 또는 세라믹 커피 포트 위에 놓인다. 찬물은 별도의 칸에 부어지고, 물이 끓으면 깔때기로 보내져 중력에 의해 가루를 통해 떨어지게 된다. 이는 자동 드립 추출이라고도 불린다. 압력을 사용하여 물을 커피 가루에 통과시키는 커피메이커는 에스프레소 머신이라고 불리며, 에스프레소 커피를 생산한다.

## 종류

### 드립 커피메이커
종이 커피 필터의 전신으로 공책 종이를 사용한 최초의 비전기 드립 커피메이커는 1908년 독일 기업가 멜리타 벤츠에 의해 개발되었다. 같은 해, 그녀는 커피 및 커피 제조 제품 전문 브랜드인 멜리타를 설립했다.

### 진공 추출기
1930년 8월 27일, 일리노이주 시카고의 이네즈 H. 피어스는 스토브 버너나 액체 연료 없이 진공 추출 과정을 진정으로 자동화한 최초의 진공 커피 메이커 특허를 출원했다.

### 카페티에르

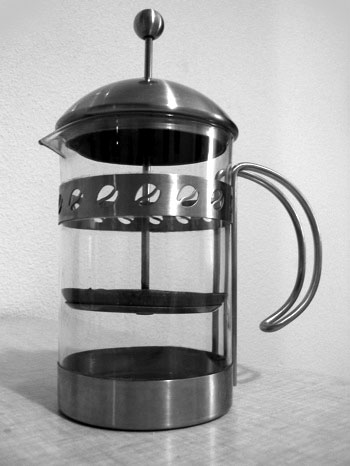
카페티에르 커피메이커

카페티에르 (커피 플런저, 미국 영어로는 프렌치 프레스)는 드립 추출 커피 필터보다 더 굵은 커피 가루를 필요로 한다. 더 고운 가루는 프레스 필터를 통해 음료 속으로 스며들기 때문이다.
커피 가루가 추출수와 직접 접촉하고, 가루가 종이 필터 대신 메시 필터를 통해 걸러지기 때문에 카페티에르로 추출한 커피는 전통적인 드립 추출 기계의 종이 필터에 갇힐 수 있는 커피의 풍미와 방향유를 더 많이 담아낸다. 드립 추출 커피와 마찬가지로, 카페티에르 커피는 갈아놓은 커피의 양을 조절하여 원하는 농도로 추출할 수 있다. 추출 후 사용된 가루가 음료에 남아 있으면, 프렌치 프레스 커피는 시간이 지남에 따라 "씁쓸해질" 수 있지만, 이는 많은 카페티에르 사용자들에게 유익한 효과로 간주된다. 1⁄2-리터 (0.11 imp gal; 0.13 US gal) 카페티에르의 경우, 일부 보고에 따르면 20분 정도 지나면 내용물이 상한 것으로 간주된다.

### 싱글 서브 커피메이커
싱글 서브 또는 싱글 컵 커피메이커는 2000년대에 인기를 얻었다.

## 같이 보기
- 드립 커피
- 럼퍼드 백작 벤저민 톰프슨
- 찻주전자
- 제즈베
- 커피잔
- 저버나
- 모카 포트